# Liste von Sakralbauten in Dessau-Roßlau
Die Liste von Sakralbauten in Dessau-Roßlau gibt eine möglichst vollständige Übersicht der in der kreisfreien Stadt Dessau-Roßlau in Sachsen-Anhalt vorhandenen relevanten Sakralbauten mit ihrem Status, Adresse, Koordinaten und einer Ansicht (Stand Februar 2023).

## Kirchengebäude
| Artikel                          | Beschreibung | Stadtteil  | Bild           | Koordinaten                  |
| -------------------------------- | --- | ---------- | -------------- | ---------------------------- |
| Christuskirche (Ziebigk)         | Neuromanischer Putzbau, 1900 nach Entwurf von Gustav Teichmüller erbaut                                                                                        | Ziebigk    | weitere Bilder | 51° 50′ 55″ N, 12° 13′ 21″ O |
| Dorfkirche Rodleben              | Im Kern spätromanischer Feldsteinbau mit Schiff, eingezogenem Rechteckchor und Apsis                                                                           | Rodleben   | weitere Bilder | 51° 53′ 34″ N, 12° 11′ 57″ O |
| Dreieinigkeitskirche (Dessau)    | Katholische Kirche, nach Westen gerichteter Putzbau, von 1952 bis 1954 nach Entwurf von Johannes Reuter erbaut                                                 | Dessau     | weitere Bilder | 51° 47′ 57″ N, 12° 14′ 24″ O |
| Evangelische Kirche (Großkühnau) | Nach Abriss des romanischen Vorgängers Neubau einer Backsteinkirche durch Carlo Ignazio Pozzi 1828/29                                                          | Großkühnau | weitere Bilder | 51° 51′ 13″ N, 12° 10′ 51″ O |
| Georgenkirche Dessau             | Querliegender elliptischer Bau mit flachen Portalrisaliten, 1712 durch Carlo Ignazio Pozzi auf den Fundamenten einer spätrom. Kirche erbaut                    | Dessau     | weitere Bilder | 51° 49′ 51″ N, 12° 14′ 39″ O |
| Herz-Jesu-Kirche (Roßlau)        | Katholische Kirche, 1926 im Baustil des Neobarock erbaut | Roßlau     | weitere Bilder | 51° 53′ 16″ N, 12° 14′ 41″ O |
| Jakobuskirche (Dessau)           | Ehemalige neuromanische Kirche 1908 von Gustav Teichmüller, nach Kriegsschaden 1977 gesprengt                                                                  | Dessau     | weitere Bilder | 51° 49′ 14″ N, 12° 14′ 39″ O |
| Johanniskirche (Dessau)          | Verputzter Backsteinbau über einem Kreuzgrundriss, 1688–97 von Martin Grünberg, 1702 geweiht, 1944 beschädigt, vereinfacht wiederaufgebaut                     | Dessau     | weitere Bilder | 51° 50′ 14″ N, 12° 14′ 34″ O |
| Kreuzkirche Dessau               | 1933 von Bruno Brüdern unter dem Einfluss des Bauhauses erbaut                                                                                                 | Dessau     | weitere Bilder | 51° 48′ 13″ N, 12° 14′ 48″ O |
| Marienkirche (Dessau)            | Spätgotische dreischiffige Hallenkirche aus Backstein, nach Kriegszerstörung wieder aufgebaut, heute als Konzerthalle genutzt                                  | Dessau     | weitere Bilder | 51° 50′ 0″ N, 12° 14′ 49″ O  |
| Martin-Luther-Kirche (Mosigkau)  | Bruchsteinputzbau mit Fünfachtelschluss, um 1400 in Turmbreite erbaut; der Westquerturm aus verputztem Bruchstein E. 13. Jh., 1780 mit zwei Aufsätzen versehen | Mosigkau   | weitere Bilder | 51° 48′ 27″ N, 12° 9′ 17″ O  |
| Melanchthonkirche (Alten)        | Zentralbau aus Backstein mit mächtigem Vierungsturm, 1897/98 von Gustav Teichmüller                                                                            | Alten      | weitere Bilder | 51° 49′ 14″ N, 12° 11′ 47″ O |
| Pauluskirche (Dessau)            | Aufwändiger neugotischer Backsteinbau, 1889–92 nach Entwurf von Johannes Otzen erbaut                                                                          | Dessau     | weitere Bilder | 51° 49′ 27″ N, 12° 14′ 22″ O |
| Peter-und-Paul-Kirche (Dessau)   | Neugotischer Backsteinbau 1854–58 nach Entwurf von Vincenz Statz                                                                                               | Dessau     | weitere Bilder | 51° 50′ 20″ N, 12° 14′ 44″ O |
| Petruskirche (Dessau)            | Neuromanischer Kirchenbau 1901–03 nach Entwurf von Gustav Teichmüller                                                                                          | Dessau     | weitere Bilder | 51° 50′ 39″ N, 12° 14′ 37″ O |
| Pötnitzer Kirche                 | Im Kern romanische Basilika, 1180 aus Backstein, gegen A. 19. Jh. Vierungsturm nach Entwurf von Carlo ignazio Pozzi                                            | Pötnitz    | weitere Bilder | 51° 49′ 18″ N, 12° 17′ 2″ O  |
| St. Bartholomäi-Kirche Jonitz    | Barocker Saal 1725, in den Jahren 1816/17 klassizistisch umgestaltet nach Carlo Ignazio Pozzi                                                                  | Jonitz     | weitere Bilder | 51° 50′ 23″ N, 12° 16′ 27″ O |
| St. Joseph (Alten)               | Katholische Kirche, 1905/06 erbaut. | Alten      | weitere Bilder | 51° 49′ 24″ N, 12° 12′ 3″ O  |
| St. Marien (Roßlau)              | Neugotischer kreuzförmiger Backsteinbau mit schlankem Westturm 1851–54 nach Entwurf von Christian Conrad Hengst                                                | Roßlau     | weitere Bilder | 51° 53′ 18″ N, 12° 15′ 1″ O  |
| St. Peter (Törten)               | Im Kern romanische Saalkirche, nach Zerstörung 1945 bis 1953 wieder aufgebaut                                                                                  | Törten     | weitere Bilder | 51° 47′ 31″ N, 12° 15′ 39″ O |

## Begräbnisstätten
| Artikel                       | Beschreibung                                                         | Stadtteil | Bild           | Koordinaten                  |
| ----------------------------- | -------------------------------------------------------------------- | --------- | -------------- | ---------------------------- |
| Neuer Begräbnisplatz (Dessau) | 1787–89 von Friedrich Wilhelm von Erdmannsdorff gestalteter Friedhof | Dessau    | weitere Bilder | 51° 49′ 42″ N, 12° 14′ 19″ O |